# Julie Zogg
Julie Zogg (Walenstadt, 1 oktober 1992) is een Zwitserse snowboardster. Ze vertegenwoordigde haar vaderland op de Olympische Winterspelen 2014 in Sotsji en op de Olympische Winterspelen 2018 in Pyeongchang.

## Carrière
Bij haar wereldbekerdebuut, in december 2007 in Nendaz, scoorde Zogg direct wereldbekerpunten. In januari 2011 behaalde de Zwitserse in Bad Gastein haar eerste toptienklassering in een wereldbekerwedstrijd. Op de FIS wereldkampioenschappen snowboarden 2011 in La Molina eindigde Zogg als veertiende op de parallelslalom en als 22e op de parallelreuzenslalom. In januari 2012 stond de Zwitserse in Bad Gastein voor de eerste maal in haar carrière op het podium van een wereldbekerwedstrijd. Tijdens de Olympische Winterspelen van 2014 in Sotsji eindigde Zogg als zevende op het onderdeel parallelslalom en als negende op het onderdeel parallelreuzenslalom.
In Kreischberg nam de Zwitserse deel aan de FIS wereldkampioenschappen snowboarden 2015. Op dit toernooi eindigde ze als vierde op de parallelreuzenslalom en als zesde op de parallelslalom. Op 1 maart 2015 boekte Zogg in Asahikawa haar eerste wereldbekerzege. In het seizoen 2014/2015 won de Zwitserse zowel de algemene wereldbeker parallel als de wereldbeker parallelslalom. Op de FIS wereldkampioenschappen snowboarden 2017 in de Spaanse Sierra Nevada eindigde ze als tiende op de parallelreuzenslalom en als dertiende op de parallelslalom. Tijdens de Olympische Winterspelen van 2018 in Pyeongchang eindigde Zogg als zesde op de parallelreuzenslalom.
In Park City nam de Zwitserse deel aan de FIS wereldkampioenschappen snowboarden 2019. Op dit toernooi werd ze wereldkampioene op de parallelslalom, op de parallelreuzenslalom eindigde ze op de achttiende plaats.

## Resultaten

### Olympische Spelen
| Jaar | Plaats      | Resultaten                                |
| ---- | ----------- | ----------------------------------------- |
| 2014 | Sotsji      | 7e Parallelslalom 9e Parallelreuzenslalom |
| 2018 | Pyeongchang | 6e Parallelreuzenslalom                   |

### Wereldkampioenschappen
| Jaar | Plaats        | Resultaten                                  |
| ---- | ------------- | ------------------------------------------- |
| 2011 | La Molina     | 14e Parallelslalom 22e Parallelreuzenslalom |
| 2015 | Kreischberg   | 6e Parallelslalom 4e Parallelreuzenslalom   |
| 2017 | Sierra Nevada | 13e Parallelslalom 10e Parallelreuzenslalom |
| 2019 | Park City     | Parallelslalom · 18e Parallelreuzenslalom   |

### Wereldbeker
Eindklasseringen
| Seizoen   | Algm | PAR    | PGS   | PSL   |
| --------- | ---- | ------ | ----- | ----- |
| 2007/2008 | 161e | 60e    | –     | –     |
| 2009/2010 | 59e  | 27e    | –     | –     |
| 2010/2011 | 25e  | 12e    | –     | –     |
| 2011/2012 | –    | 6e     | –     | –     |
| 2013/2014 | –    | 15e    | 15e   | 16e   |
| 2014/2015 | –    | Goud   | Brons | Goud  |
| 2015/2016 | –    | 6e     | 5e    | 8e    |
| 2016/2017 | –    | 10e    | 12e   | 5e    |
| 2017/2018 | –    | 8e     | 13e   | Brons |
| 2018/2019 | –    | 4e     | 9e    | Goud  |
| 2019/2020 | –    | Zilver | 4e    | Goud  |

Wereldbekerzeges
| Datum            | Plaats      | Onderdeel            |
| ---------------- | ----------- | -------------------- |
| 1 maart 2015     | Asahikawa   | Parallelslalom       |
| 26 januari 2019  | Moskou      | Parallelslalom       |
| 7 december 2019  | Bannoje     | Parallelslalom       |
| 22 februari 2020 | Pyeongchang | Parallelreuzenslalom |
| 7 februari 2021  | Bannoje     | Parallelslalom       |